# ریدار هولتر
ریدار هولتر (انگلیسی: Reidar Holter; ۲۸ دسامبر ۱۸۹۲ – ۱۹ ژوئن ۱۹۵۳) قایقران روئینگ اهل نروژ بود.